# Fonction du poète
Fonction du poète est un poème de Victor Hugo, paru en 1840 dans le recueil Les Rayons et les Ombres.

## Extrait du poème
Dieu le veut, dans les temps contraires, 

Chacun travaille et chacun sert. 

Malheur à qui dit à ses frères : 

Je retourne dans le désert ! 

Malheur à qui prend ses sandales 

Quand les haines et les scandales 

Tourmentent le peuple agité ! 

Honte au penseur qui se mutile 

Et s'en va, chanteur inutile, 

Par la porte de la cité ! 

Le poète en des jours impies 

Vient préparer des jours meilleurs. 

Il est l'homme des utopies, 

Les pieds ici, les yeux ailleurs. 

C'est lui qui sur toutes les têtes, 

En tout temps, pareil aux prophètes, 

Dans sa main, où tout peut tenir, 

Doit, qu'on l'insulte ou qu'on le loue, 

Comme une torche qu'il secoue, 

Faire flamboyer l'avenir ! 

Il voit, quand les peuples végètent ! 

Ses rêves, toujours pleins d'amour, 

Sont faits des ombres que lui jettent 

Les choses qui seront un jour. 

On le raille. Qu'importe ! il pense. 

Plus d'une âme inscrit en silence 

Ce que la foule n'entend pas. 

Il plaint ses contempteurs frivoles ; 

Et maint faux sage à ses paroles 

Rit tout haut et songe tout bas ! 

Peuples ! écoutez le poète ! 

Écoutez le rêveur sacré ! 

Dans votre nuit, sans lui complète, 

Lui seul a le front éclairé. 

Des temps futurs perçant les ombres, 

Lui seul distingue en leurs flancs sombres 

Le germe qui n'est pas éclos. 

Homme, il est doux comme une femme. 

Dieu parle à voix basse à son âme 

Comme aux forêts et comme aux flots. 

C'est lui qui, malgré les épines, 

L'envie et la dérision, 

Marche, courbé dans vos ruines, 

Ramassant la tradition. 

De la tradition féconde 

Sort tout ce qui couvre le monde, 

Tout ce que le ciel peut bénir. 

Toute idée, humaine ou divine, 

Qui prend le passé pour racine, 

A pour feuillage l'avenir. 

Il rayonne ! il jette sa flamme 

Sur l'éternelle vérité ! 

Il la fait resplendir pour l'âme 

D'une merveilleuse clarté. 

Il inonde de sa lumière 

Ville et désert, Louvre et chaumière, 

Et les plaines et les hauteurs ; 

À tous d'en haut il la dévoile ; 

Car la poésie est l'étoile 

Qui mène à Dieu rois et pasteurs !